# Egnatia
Egnatia, Gnatia ali Ignatia (grško Egnatia) je bilo antično mesto Mesapijev in njihovo obmejno mesto proti Salentini. Kot Egnazia Appula je bila srednjeveška škofija, ki ostaja latinskokatoliški naslovni sedež.
Leži v bližini sodobnega Fasana, v Salentu, južnem delu Puglia (Apulija) v južni Italiji.

## Zgodovina
Prva znana naselbina v kraju izvira iz bronaste dobe (15. stoletje pr. n. št.). V 11. stoletju pred našim štetjem so jo napadli Japigi, medtem ko se je Mesapiška doba (drugo pleme Japigov) v mestu (kot tudi za celoten Salento) začela v 8. stoletju pred našim štetjem, končala pa se je v 3. stoletju pr. n. št. z rimskim osvajanjem.
Pod Rimljani je bila pomembna za trgovino, saj je ležala ob morju, na mestu, kjer se je Via Traiana povezala z obalno cesto, 50 kilometrov jugovzhodno od Bariuma (Bari). Slovelo je po solarnem in ognjenem kultu, ki ga je opisal Plinij Starejši  in ga zasmehoval Horacij.
Mesto, zgodnja škofija (glej spodaj), je bilo v srednjem veku zapuščeno zaradi širjenja malarije na tem območju ali zaradi napadov Vandalov in Saracenov ali celo zaradi zadnjega udarca svetega rimskega cesarja Ludvika II. (ki je leta 871 osvojil tudi Bari).
Nazadnje ga izrecno omenja ravenski avtor okoli leta 700; benediktinski zgodovinar Pavel Diakon pa omenja, da je naslednik videl Monopoli kot vnet prepir med Bizantinci in Langobardi že leta 763.

### Razvaline
Starodavno mestno obzidje je bilo skoraj v celoti uničeno pred več kot stoletjem, da bi zagotovili gradbeni material. Stene so bile opisane kot debele 7,3 m in visoke 16 pasov. Kraj je znan po odkritjih v njegovih grobnicah. V Fasanu je ohranjena precejšnja zbirka starin iz Egnatie, čeprav so najboljše v muzeju v Bariju.

## Cerkvena zgodovina
Izročilo trdi, da je mesto evangeliziral sam knez apostolov sveti Peter.
Škofovski sedež z imenom Egnazia Appula je bil ustanovljen verjetno pred letom 400, sufragan nadškofije Bari, vendar je bil zatrt leta 545, njegovo ozemlje pa je bilo prerazporejeno za ustanovitev škofije Monopoli, morda še preden je bilo mesto samo zapuščeno.
Škof (E)Gnacije Rufencij je sodeloval na tridelnem  Rimskem koncilu, ki ga je v letih 501, 502 in 504 sklical papež Simah I., in na koncilu, ki ga je sklical italijanski ostrogotski kralj Teodorik Veliki, da bi sodil tisti papež, ki pa ga je v celoti obnovil.
Očitno je bil sedež obnovljen ali naslov ohranjen, saj so bili zabeleženi trije kasnejši škofje Egnazia Appula, vendar drugi dokumenti kažejo, da so morda lažni; tudi če ne, je bil videti (morda spet) pozneje zatrt:
- Bazilij, domnevno se je udeležil lateranskega koncila leta 649, ki je monoteletstvo obsodil kot herezijo
- Eucherius, ki naj bi ga leta 701 izvolil in leta 702 posvetil metropolit nadškofije Benevento-Siponto
- Selperija, ki naj bi leta 720 posvetil cerkev San Giovanni de portu aspero v Monopoliju, kjer tradicija pravi (brez dokumentiranih dokazov), da je bil njen škofovski sedež prenesen kot škofija Monopoli, ki pa je bila morda ustanovljena že v 9. stoletju.

Mesto in škofija sta bila v propadanju od invazije Longobardov v 6. stoletju, vendar čas njegovega propada ostaja nejasen.

### Naslovna škofija
Škofija je bila nominalno obnovljena šele junija 2004 kot latinska naslovna škofija pod imenom Egnazia Appula (italijansko), kar ustreza latinskemu Egnatia (v Apuliji) / Egnatin(us) v Apuliji (latinski pridevnik).
Doslej je imela enega uslužbenca, ne ustreznega škofovskega (najnižjega) ranga, temveč nadškofskega ranga:
- Titular Archbishop Nicola Girasoli (Italian) (2006.01.24 – ...), as papal diplomat : Apostolic Nuncio (ambassador) to Malawi (2006.01.24 – 2011.10.29), Apostolic Nuncio to Zambia (2006.01.24 – 2011.10.29), Apostolic Nuncio to Antigua and Barbuda (2011.10.29 – ...), Apostolic Nuncio to Bahamas (2011.10.29 – ...), Apostolic Nuncio to Dominica (2011.10.29 – ...), Apostolic Nuncio to Jamaica (2011.10.29 – ...), Apostolic Nuncio to Grenada (2011.10.29 – ...), Apostolic Nuncio to Guyana (2011.10.29 – ...), Apostolic Nuncio to Saint Kitts and Nevis (2011.10.29 – ...), Apostolic Nuncio to Saint Lucia (2011.10.29 – ...), Apostolic Nuncio to Saint Vincent and Grenadines (2011.10.29 – ...), Apostolic Nuncio to Suriname (2011.10.29 – ...), Apostolic Delegate to Antilles (2011.10.29 – ...), Apostolic Nuncio to Barbados (2011.12.21 – ...), Apostolic Nuncio to Trinidad and Tobago (2011.12.21 – ...)